# Benamahoma
Benamahoma (del árabe: Ibn Muhammad "Hijos de Mahoma") es una pedanía de Grazalema en la Comarca de la Sierra en la provincia de Cádiz (España), a 13 km de ésta y a 5 km de El Bosque. Así mismo se encuentra dentro de los límites del Parque Natural de la Sierra de Grazalema, en la falda oeste de la sierra del Pinar  en el nordeste de la provincia, a unos 500 m s.n.m.

## Historia
Existen indicios de la importancia del manantial de la población en 1845
Hay constancia de escaramuzas contra el ejército francés en "Las huertas de Benamahoma" en la guerra de la Independencia española.

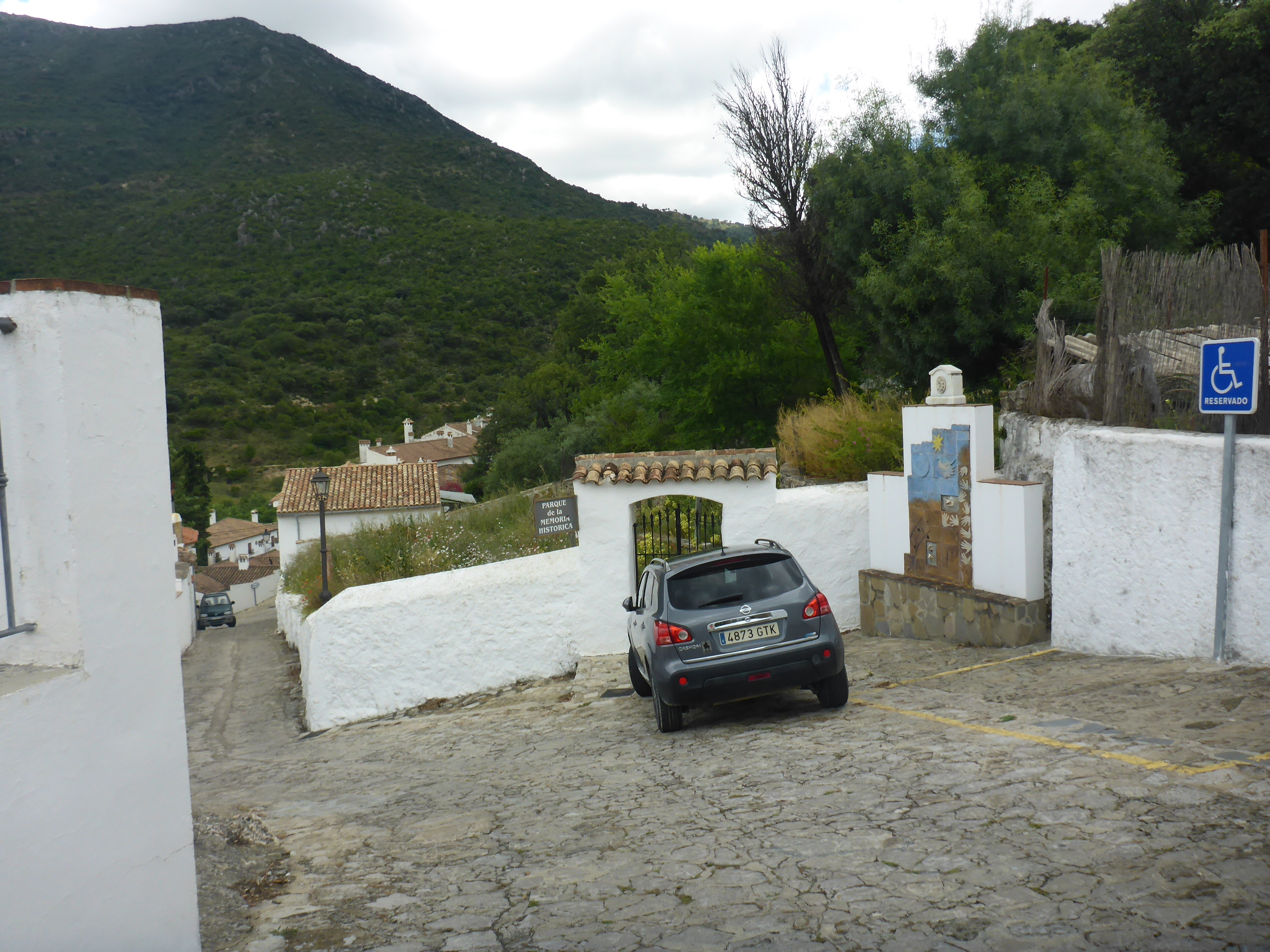
Parque de la Memoria histórica

En la Guerra Civil una gran cantidad de vecinos fueron ejecutados en la tapia del cementerio, levantándose un monumento en su memoria en 2011. En 2018 se excavó la fosa común, hallándose más de 20 cadáveres cuyos datos de identificación fueron puestos disponibles al público en 2019.

## Demografía
Tiene unos 350 habitantes residentes

## Patrimonio
Cuenta con un rico patrimonio cultural e histórico reflejado en sus "fiestas de Moros y Cristianos", siempre se celebran el primer fin de semana de agosto, en honor de San Antonio de Padua, patrón de la localidad y que son las únicas fiestas de esta índole conservadas en la Andalucía Occidental dentro de la provincia de Cádiz.
La Romería en honor a su patrón, San Antonio de Padua se celebra a principios de junio, los romeros celebran su misa en la capilla del pueblo y peregrinan hasta la zona de Los LLanos del campo, a unos 2 km del pueblo.
Su principal atractivo turístico natural es el Manantial de El Nacimiento con un caudal de 450 l/s, fuente del río Majaceite y que ahora da vida a las piscifactorías de la zona y antes lo era de batanes, molinos, fraguas, talleres de carpintería y a la primera eléctrica de la Sierra, creando un bosque de galería a través del cual se puede realizar una de las rutas más hermosas de la sierra. Dicho manantial se ha intentado usar varias veces para agua embotellada, pero la presión social lo ha evitado.

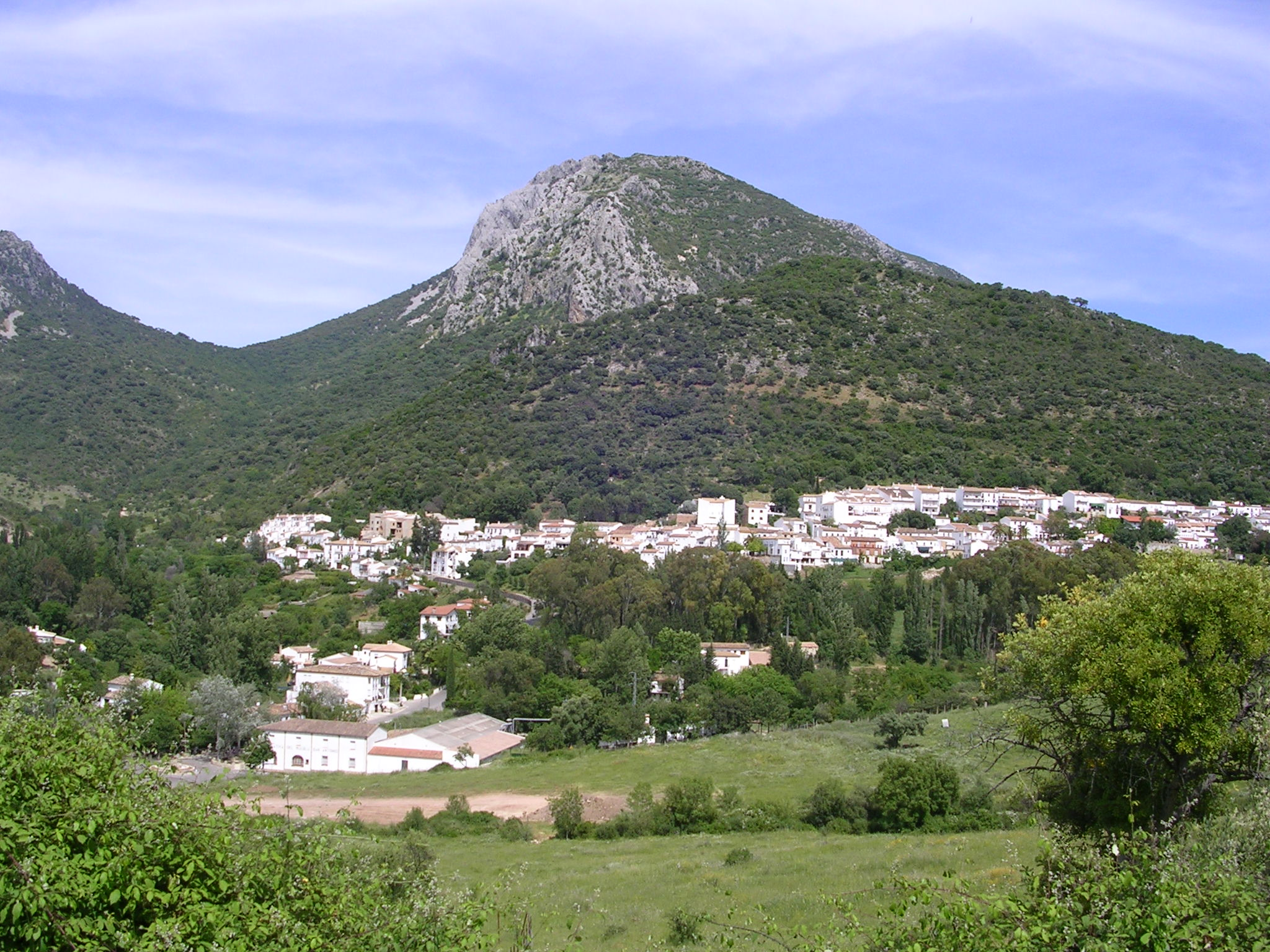
Benamahoma.

## Lugares y actividades de interés

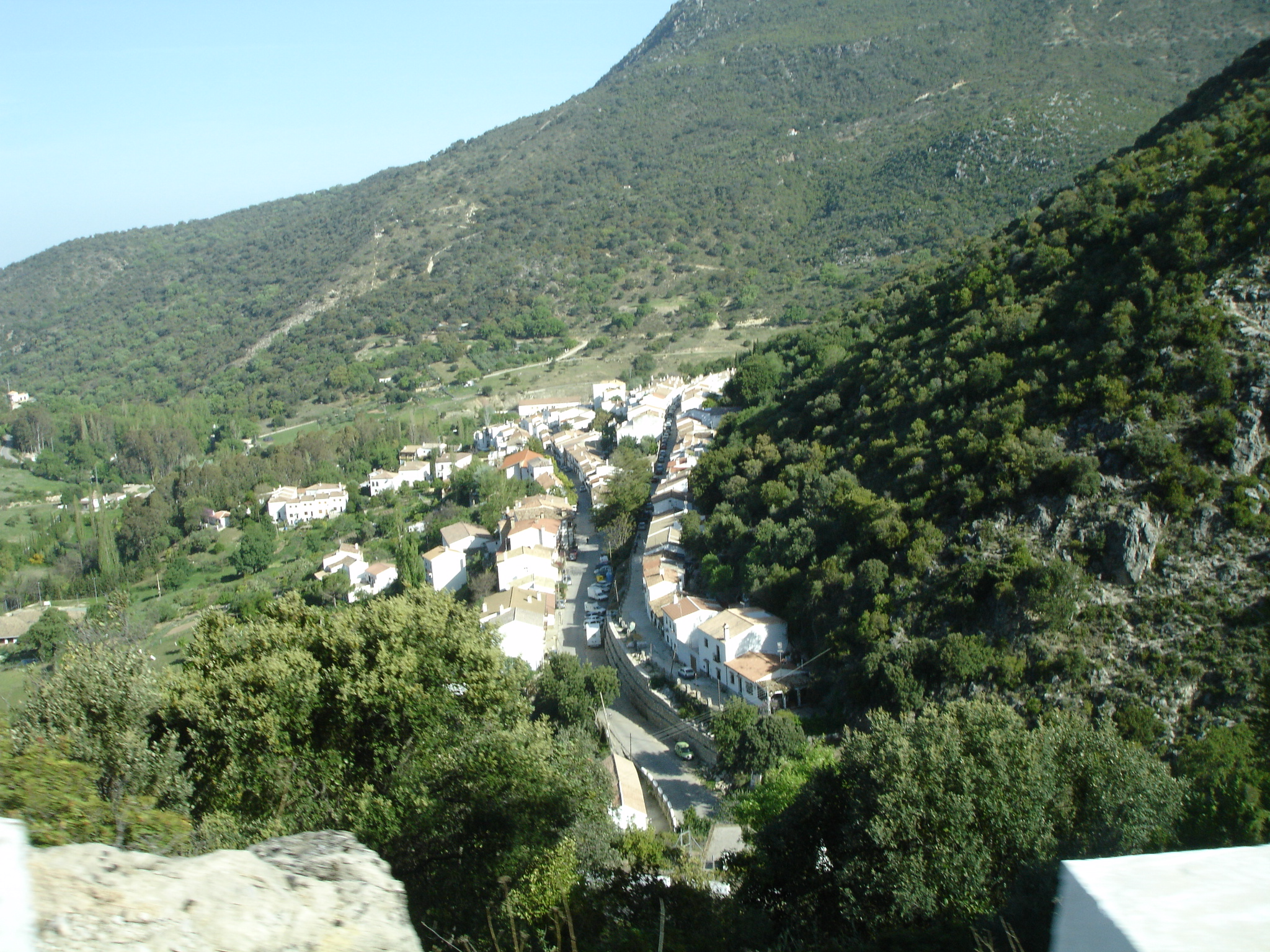
Benamahoma desde la carretera El Bosque - Grazalema.

- Sendero del río Majaceite: ruta de El Bosque a Benamahoma por sendero a lo largo del río Majaceite, transitable a pie todo el año (dos horas). Rodea el monte Albarracín, que separa ambos núcleos poblacionales.[9]
- Espacio natural del Pinsapar
- Toro de la Cuerda el Domingo de Resurrección[10]
- Fiestas del patrón San Antonio de Padua cada 13 de junio.
- Fiestas de Moros y Cristianos cada primer fin de semana de agosto.[11]

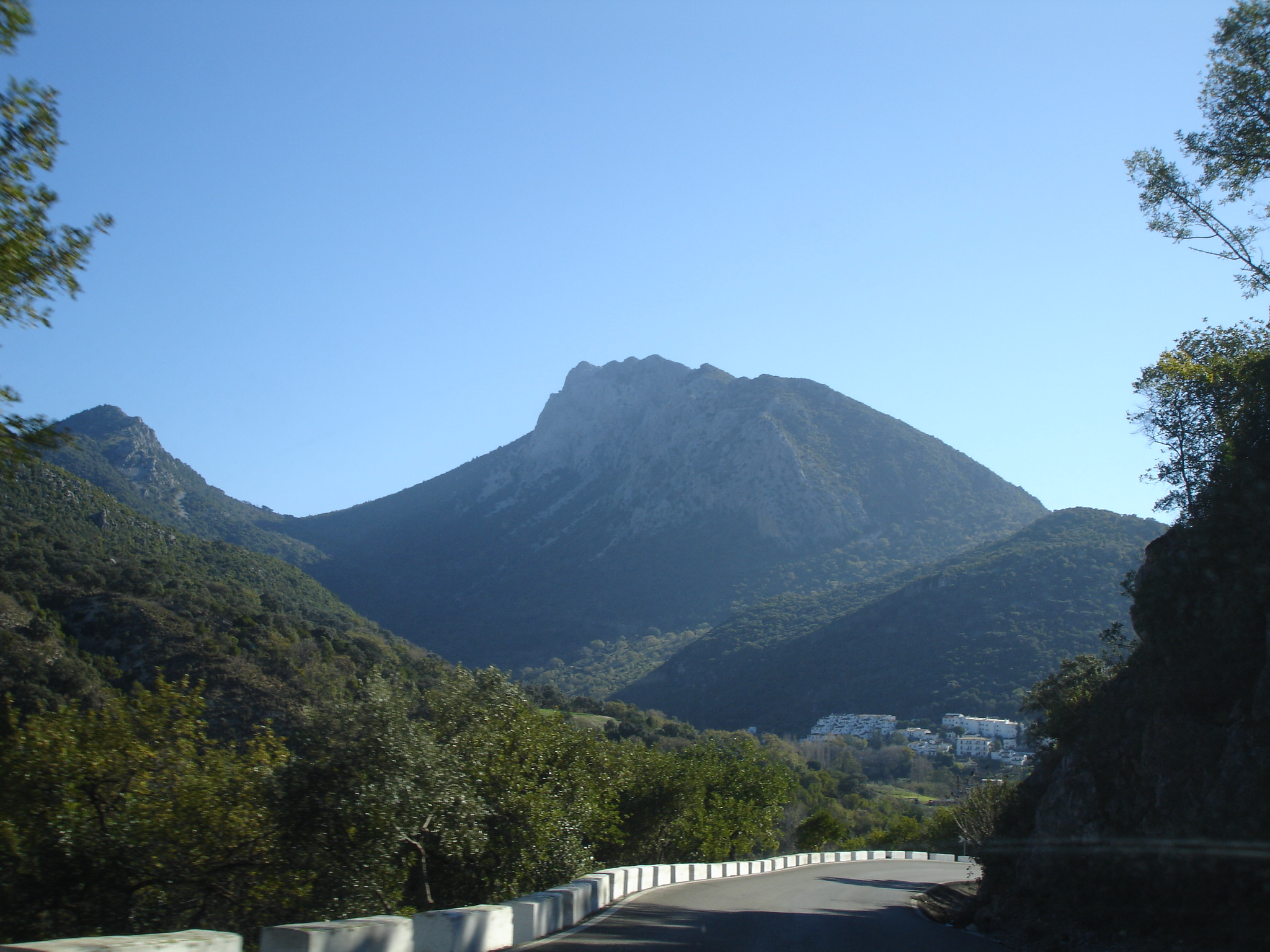
Benamahoma llegando por carretera desde El Bosque.

- Concurso de sopa cocida[12]

## Gastronomía
- Sopa cocía, similar a una tortilla sin huevos<REF>En varios pueblos de la Sierra de Cádiz se repite una curiosa sopa que prácticamente no tiene caldo y a la que se le da forma de tortilla, aunque no lleva huevo. En cada localidad tiene nombres diferentes pero los ingredientes varían bastante poco